# Сердикийски събор
Сердикийският събор е църковен събор, проведен през 343 година в Сердика.
Замислен като вселенски събор, който да преодолее разрива между западните и източните църкви във връзка с отстраняването от поста му на александрийския епископ Атанасий, той претърпява пълен неуспех, като двете страни дори не провеждат съвместни обсъждания. Всяка от тях излиза със свои собствени решения и кризата в Църквата продължава и в следващите десетилетия.
Епископите от изток не искат да участват заедно със Св. Атанасий Велики и епископ Маркел Анкирски (Marcellus от Ancyra, Анкара) на общ събор, понеже те са чрез синоди осъдени и смъкнати – Атанасий на Синода в Тирос 335 г., Маркел на Синода в Константинопол 336 г. Епископите от запад настояват, че двамата са оправдани от Римския Синод през 341 г. Така събирането се разцепва на 2 конкуриращи се синода, които се осъждат взаимно.

## Предистория
Сердикийският събор с провежда в контекста на политическите и религиозни конфликти, последвали смъртта на император Константин I Велики. През 325 година Константин организира Първия вселенски събор в Никея, който консолидира доктрината на християнската църква, осъждайки възгледите на Арий, който обаче продължава да се ползва с голямо влияние в източните църкви. Сред самите привърженици на Никейската доктрина възникват разногласия около нейната интерпретация, оформяйки се крайно и умерено антиарианско крило.
През 335 година Тирският събор осъжда водача на крайните антиарианци Атанасий и го отстранява от епископската катедра на Александрия, а императорът го изпраща на заточение в Трир. През 337 година Константин Велики умира и е наследен от двамата си сина – Констанс на запад и Констанций II на изток. Констанс подкрепя Атанасий и го връща на поста му в Александрия, но скоро той отново е прогонен от местната църква. Атанасий, последван скоро от Маркел Анкирски, отива в Рим, търсейки подкрепата на папа Юлий I.
В началото 341 година в Рим е проведен поместен събор, който реабилитира Атанасий и Маркел, но решенията му не са приети от източните църкви. През лятото източните епископи провеждат свой събор в Антиохия, в присъствието на Констанций II осъждат Атанасий, Маркел и Павел I Константинополски и приемат Четирите антиохийски формули, които осъждат арианството, но и се отклоняват от Никейския символ, заплашвайки със сериозно разцепление между източните и западните църкви.
В тази ситуация императорите Констанс и Констанций II се договарят за провеждането на общ събор, който да разреши разногласията между двете страни. За негово място е избран град Сердика – важен епископски център във владенията на император Констанс, но близо до техните граници и с епископ (Протоген Сердикийски), поддържал на предходните събори позицията на източните църкви.

## Протичане
Сердикийският събор започва като втори вселенски събор през месец ноември 343 г. Точният брой на участниците в него не е сигурен, като дори едни и същи източници посочват различни стойности. Основен източник за събора са текстове на Атанасий и техни интерпретации – според някои от тях епископите, присъствали лично на събора, са 170, според други само подкрепящите Атанасия са 344. Руският историк Михаил Поснов анализира тези данни и приема присъствието на 170 епископи, от които 76 „евсевиани“ (поддържащи Антиохийския събор) и 96 „православни“ (поддържащи Римския събор). Някои епископи, като римският Юлий, не присъстват лично, а изпращат свои представители.
Епископите пристигат в Сердика вече събрани в две групи, които така и не се събират. Със самото си пристигане от Филипопол източните епископи обявяват, че няма да разговарят с другите, докато те не изгонят осъдените от Антиохийския събор привърженици на Атанасий и Павел, с аргумента, че обвиняемите не могат да бъдат и съдии. Опитващите се да посредничат Протоген Сердикийски и Осий Кордовски отхвърлят това изискване, което обезсмисля целия събор. В последвалата размяна на писмени послания напрежението още повече нараства и съборът така и не успява да започне.
В крайна сметка източните епископи приемат и разпращат своя енциклика, подписана от 73 епископи, с която отлъчват от Църквата редица от своите противници, както и опитващите да посредничат Осий Кордовски, Юлий Римски и Протоген Сердикийски.
Западните епископи също приемат решения, повтарящи дотогавашните им позиции. Те приемат символ на вярата, който трябва да разшири Никейския, запазвайки смисъла му, но по-късно самият Атанасий го отхвърля. Утвърждават и 21 Сердикийски канона, които уреждат различни организационни въпроси и оказват влияние върху развитието на Църквата.

## Сердикийски канони
Западните представители на Сердикийския събор изглежда приемат Сердикийските канони, които към края на IV век са приписани на Първия вселенски събор и са включени в списъка на Никейските канони. Дълго време те изобщо не са прилагани на практика, като първото известно позоваване на Сердикийските канони е в спор на папа Инокентий I с негов презвитер през 416 година. По тази причина някои изследователи оспорват тяхната автентичност, макар преобладаващото мнение да е, че каноните действително са утвърдени по време на Сердикийския събор.
Каноните уреждат въпроси като отношението на епископа към владетелите и инстанциите на църковния съд, като се създава втора инстанция над епископа. Например, според канон 4 на мястото на осъден епископ не трябва да се назначава друг, докато присъдата не се потвърди от епископа на Рим. Не трябва да се поставят епископи в малки градове, като митрополитите могат да назначават епископи само в градове, където и преди е имало епископ (канон 6). При назначаването на светски лица за епископи, те първо трябва да преминат през по-ниските степени на свещенство – четец, дякон и презвитер (канон 10). Епископите могат да пребивават в чужда епархия, ако притежават собственост там, но не могат да служат в църквата на местния епископ (канон 12). Дяконите и презвитерите имат право да обжалват своето отстраняване пред епископа си или пред митрополит (канон 14).
Всеобщите норми на Църквата са установени от 7-те Вселенски събора и още 10 най-значими църковни поместни събора, които 17 събора се наричат „канонотворчески“. Сердикийският събор е вторият от 17-те канонотворчески събори на Църквата, а от всичките градове на канонотворческите църковни събори, 10 от много векове насам са в ръцете на иноверци и единствено един – Сердика, днешната българска православна София, е останал в християнска страна.

## Място на провеждане
До днес са запазени сградите или останки от тях, в които са заседавали отците: Старият храм на базиликата „Св. София“, Ротондата „Св. Георги“ и „Гражданската“ сграда до нея. Предвид големия им брой и острите спорове е известно, че те са били настанени главно в манастирите извън град Сердика, където също са ставали важни заседания. Счита се, че единият е Светилищният комплекс в кв. Лозенец, чиито останки са открити в началото на 90-те години на 20 век при строежите на новите жилищни сгради над сегашния Южен парк на ул. „Димитър Хаджикоцев“. Друг манастир вероятно е този чиито останки са под днешната църква „Св. Мина“ в кв. Слатина. Петър Богдан Бакшев (1601 – 1674) посочва името на изчезналия в XVII в. манастир „Св. Троица“ при хълма „Триада“, намиращ се южно от града. Светската власт не само е свикала, но също е подпомагала и следяла това събитие с огромна значимост. Седалището на управителя на римската провинция и на града се е намирала под днешната църква „Св. Неделя“ и средновековната църква „Св. Спас“ в сградата на „Булбанк“. Величественият градеж на императорския дворец, който без съмнение са посещавали отците от събора, построен от покръстителя на Римската империя император Константин Велики за времето когато е престоявал в София, се е простирал от сградите под днешния хотел „Рила“ при малкия дворцов храм на севастократор Калоян – „Св. Николай“, до Софийската митрополия с вградената в нея подземна днес църква „Света Петка Стара“ (също на строителя на Боянската църква севастократор Калоян) и в двора на Президентството.

## Памет
На епископ Сердикийския събор е наречена улица в квартал „Южен парк“ в София (Карта).